# 大规模监控
大规模监控（英語：Mass surveillance，也称为大规模监视或大规模监听）是一种针对全体人口或大多数人口的复杂监控，其目的是掌握民众的行为。大规模监控通常是由政府或是政府所属的情报机构进行的，此时可强调为“大规模政府监控”；但除了政府，大型企业集团也可能自主进行，或是受到政府支持而进行这样的监控。因为各国的法律和司法系统不同，大规模监控的合法性与需要的法律授权也有很大的不同。
大规模监控常以打击恐怖主义、避免社会动乱、保护国家安全、打击儿童色情以及保护儿童等理由被提出；提出者认为这是达到上述目的必要手段，并使用“无所隐瞒论”对其进行辩护。相反的，大规模监视也经常因为侵犯隐私权、限制公民的政治权力和自由、违反法律或宪法而被批评。目前的担忧认为，大规模监控可能会带领国家走向“监控国家”和“电子警察国家”，不但公民自由受到侵犯，而且政治异见人士可能会被天網之类的计划監控，这种国家也可称之为极权国家。
2013年，在美国政府的大规模监控行为被爱德华·斯诺登曝光后，这种做法引起了人们的广泛质疑。各种媒体对斯诺登泄露文件的相关报道，引起了关于数字时代的公民自由与隐私权的辩论。

## 国家
据隐私国际在2007年进行的一项涵盖47个国家的调研显示，监控行为较上一年增加，而隐私保护则有所减弱。综合各因素，有八个国家和地区被评为“普遍存在监控的社会”。这八个国家和地区中，排名从低到高为中国、马来西亚、俄罗斯、新加坡、英国、台湾、泰国和美国。希腊则被认为具有“充分的安全防卫措施防止滥用”监控的社会，是整个调查中得分最高的国家。
全世界许多国家设置了成百上千的摄像头，分布在城市、郊区甚至乡村地区。2007年9月，美国公民自由联盟（ACLU）认为，人们“正处于陷入监视型社会的真正危险中，这完全背离了美国的价值观”，并表示“在将来可能出现的黑暗社会，人们迈出的每一步、做的每一笔交易、进行的每一此通讯都会被记录、汇编并储存起来，并随时准备被当局用来对付我们。”
2013年3月12日，无国界记者发表了《大规模网络监控的特别报告》。报告中列出了“互联网敌人”清单。无国界记者认为，清单中的国家积极对新闻提供商进行强制性监控，严重违反信息自由和人权。在最初的清单中，这些国家分别为巴林、中国、伊朗、叙利亚和越南。

### 巴林
巴林被无国界记者列入了2013年3月的“互联网敌人”清单。无国界记者认为，清单中的国家积极对新闻提供商进行强制性监控，严重违反信息自由和人权。巴林是过滤、监控互联网程度最高的国家之一。巴林皇室管理整个互联网，以非常先进的工具来监控其国民。异见人士和新闻提供商的网络活动被密切关注，而监控水平依然在持续上升。

### 印度
2008年，印度議會未經辯論就通過了《信息技術法案》，賦予政府法定權力，無需法院命令或搜查令即可竊聽所有通信。該法案第 69 條規定︰「在為了印度的主權完整、保衛印度、國家安全、公共秩序、防止煽動實施任何可識別的犯罪或調查任何罪行時，第69條授權中央政府/州政府/其授權機構在必要或適當的情況下攔截、監控或解密任何儲存在電腦裡的信息。」
印度正在建立一個名為NATGRID的國家情報網，該網將於2011年5月全面建成，每個印度人的數據包括土地記錄、互聯網日誌、航空和鐵路 PNR、電話記錄、槍支記錄、駕駛執照、財產記錄及保險都被實時監視，情報網不受監督。從2011年2月起，印度唯一身份驗證機構向每個印度人提供了一個 UID，政府因此將能夠實時跟踪人們。另外2011年人口普查建立所有公民的全國人口登記冊，在此期間將採集指紋和虹膜掃描以及每個家庭的GPS記錄。
印度的幾個州已經安裝了具有面部匹配功能的閉路電視監控系統，該系統使用生物識別技術。

### 馬來西亞
2018 年 7 月，馬來西亞警方宣布成立馬來西亞攔截兒童犯罪單位（icacu），該單位配備在美國開發的實時大規模互聯網監控軟件，負責監控所有馬來西亞互聯網用戶，借此打擊兒童色情。該系統創建了一個用戶數據庫，其中包括 IP 地址、網站、位置、使用時間和頻率以及上傳和下載的文件等詳細信息。

### 荷蘭
根據 2004 年的一份報告，如果按人均計算，荷蘭政府進行的秘密竊聽和攔截比世界上任何國家都多。荷蘭軍事情報局 MIVD 運營一個衛星地面站來攔截外國衛星鏈路，同時也是一個竊聽外國高頻無線電通信的設施。荷蘭企業進行大規模監控的一個例子是由五家荷蘭銀行（ABN AMRO、ING、Rabobank、Triodos Bank 和 de Volksbank）所發起的一項倡議。2020 年 7 月，這五家銀行決定建立荷蘭交易監控 (TMNL)，共同打擊洗錢和恐怖主義融資。 TMNL 的目標是將荷蘭銀行提供的所有交易信息收集到一個中央數據庫中，以實現全面的集體交易監控。

### 新加坡
新加坡的監控十分廣泛，包括公共區域的閉路電視、互聯網監控、交通監控以及監控元數據等。新加坡政府有權訪問通信數據，當地最大的電信公司 Singtel 與政府關係密切，並且新加坡法律允許政府在無需法院許可的情況下從其人民那裡獲取敏感數據，例如短信、電子郵件、通話記錄和網上歷史記錄。

### 西班牙
根據 Privacy International 2017 年的一份報告，西班牙與另外20個國家在私下收集信息。

### 墨西哥
墨西哥在过去的几十年中与毒品走私和犯罪集团斗争，并一直在加强大规模监视。大约一半的墨西哥人口不支持民主作为一种政府形式——他们认为如果专制的政府系统与制度能解决社会问题，那么这种系统比民主更好。这类政治信仰可能使大规模监控更容易在墨西哥国内传播。发展情报机构是墨西哥的一种安全手段。

### 中华人民共和国
中華人民共和國大規模監控是中華人民共和國政府在中國大陸實行的包括網際網路審查、攝像頭監控等大規模監控行為，其中利用了人工智慧、人臉辨識、大數據分析等技術，與中國大陸的社會信用體系緊密相連。與此同時，不少中國本土的科技企業也有參與本國的大規模監控計劃，主要包括海康威視、商湯科技、華為、中興等。
隨著科技發展的進步，政府對於社會的監控手段也越來越多樣化。在中國，高科技監控技術是以國家的身分輔以技術產業為其助力而建立的規模空前的國家級監控系統，政府藉此維護治安、防控犯罪以及滿足城市管理之需求，進而達到維繫社會秩序之目的。

### 美国
美国的大规模监控可以追溯到第一次世界大战的战时监控与审查制度，在第一次和第二次世界大战结束后，美国又继续进行大规模监控。而随着联邦执法机构和情报机构的建立和扩张，如联邦调查局、中央情报局和国家安全局，国家体制化的监控开始用于打压持不同政见者。而在1946年签订的英美协定，则在1955年演化成了如今的梯队系统。梯队系统由五个英语国家组成，也就是所谓的“五眼联盟”，主要的工作是截取电子通讯，而针对本国人的监控能力则越来越强。
在2001年九一一事件发生后，美国针对国内和国际的大规模监控则超越的《美国宪法》和《权利法案》允许的程度。在袭击发生之后的2001年9月14日，美国总统乔治·布什宣布进入国家紧急状态，此后，奥巴马担任总统时，也会每年以行政命令持续维持紧急状态，使美国处于持续的紧急状态中。此外，美国政府还提出了数个国家安全法案，包括《爱国者法案》、《精确法案》和《国外情报监控法案》的修正案中的棱镜计划。不同政见者和政治批评家认为，这些法案和行政命令造就了一张巨大的情报监视数据库网络，1950年代美国暗杀异见人士和国家领导人的非法“反谍计划”，如今却成为了国家体制，使美国逐渐变成一个警察国家。
2013年，爱德华·斯诺登曝光了棱镜计划，指出国家安全局运作了庞大的监控网络，该网络由无数个谍报项目组成。国家安全局能够拦截来自数十个国家的数十亿用户的互联网通讯和电话，对互联网骨干网络上的几乎一切数据进行大规模无差别的监听。无国界记者随后因此将美国列入了“互联网敌人”名单。